# Епталофос
Епталофос (грч. Επτάλοφος) је насељено место у општини Кукуш у периферији Средишња Македонија, Грчка. Према попису из 2021. године било је 324 становника.
Епталофос је 1913. године имао 464 житеља Турака. Године 1924. турско становништво је принудно исељено у Турску а на њихово место су насељене грчке избегличке породице из Турске. На попису из 1928. године Епталофос је имао 132 становника. Село се раније звало Севендекли.